# Albert Gemmrich
Albert Gemmrich (Haguenau, 13 febbraio 1955) è un politico, allenatore di calcio ed ex calciatore francese.

## Carriera
Cresciuto nella squadra di Mutzig, Gemmrich fu acquistato nel 1973 dallo Strasburgo in cui militerà fino al 1979 vincendo, al suo ultimo anno di militanza con gli alsaziani, il campionato. Nel 1978 Gemmrich fu inoltre convocato per la prima volta in Nazionale esordendo a Napoli contro l'Italia.
Nel 1979, subito dopo la vittoria del campionato con lo Strasburgo, Gemmrich fu ceduto al Bordeaux per far spazio a Carlos Bianchi. Con i girondini Gemmrich rimase fino al 1983 vincendo il primo anno, la Coppa delle Alpi. Dopo una parentesi al Lilla e allo Strasburgo, Gemmrich nel 1984 passò al Nizza, dove si ritirò due anni dopo.

## Dopo il ritiro
Dopo il ritiro dall'attività agonistica, Gemmrich svolse per qualche tempo la mansione di allenatore in seconda dello Strasburgo, divenendone tecnico ad interim nel 1989.
Passò poi all'attività politica divenendo consigliere municipale della città di Strasburgo e, in seguito, consigliere territoriale delle attività sportive della regione Alsazia. Nel settembre del 2008 ha presentato la candidatura alla presidenza della lega calcistica alsaziana.

## Statistiche

### Presenze e reti nei club
| Stagione | Squadra    | Campionato | Campionato | Campionato | Coppe europee | Coppe europee | Coppe europee |
| Stagione | Squadra    | Comp       | Pres       | Reti       | Comp          | Pres          | Reti          |
| -------- | ---------- | ---------- | ---------- | ---------- | ------------- | ------------- | ------------- |
| 1973-74  | Strasburgo | D1         | 16         | 7          | -             | -             | -             |
| 1974-75  | Strasburgo | D1         | 36         | 10         | -             | -             | -             |
| 1975-76  | Strasburgo | D1         | 35         | 8          | -             | -             | -             |
| 1976-77  | Strasburgo | D2         | 34         | 24         | -             | -             | -             |
| 1977-78  | Strasburgo | D1         | 38         | 21         | -             | -             | -             |
| 1978-79  | Strasburgo | D1         | 38         | 17         | CU            | 6             | 2             |
| 1979-80  | Bordeaux   | D1         | 38         | 12         | -             | -             | -             |
| 1980-81  | Bordeaux   | D1         | 33         | 14         | -             | -             | -             |
| 1981-82  | Bordeaux   | D1         | 23         | 9          | CU            | 4             | 2             |
| 1982-83  | Lilla      | D1         | 17         | -          | -             | -             | -             |
| 1983-84  | Strasburgo | D1         | 30         | 8          | -             | -             | -             |
| 1984-85  | Nizza      | D1         | 26         | 4          | -             | -             | -             |
| 1985-86  | Nizza      | D1         | 4          | -          | -             | -             | -             |

### Presenze e reti in nazionale
| Cronologia completa delle presenze e delle reti in nazionale ― Francia | Cronologia completa delle presenze e delle reti in nazionale ― Francia | Cronologia completa delle presenze e delle reti in nazionale ― Francia | Cronologia completa delle presenze e delle reti in nazionale ― Francia | Cronologia completa delle presenze e delle reti in nazionale ― Francia | Cronologia completa delle presenze e delle reti in nazionale ― Francia | Cronologia completa delle presenze e delle reti in nazionale ― Francia | Cronologia completa delle presenze e delle reti in nazionale ― Francia |
| Data                                                                   | Città                                                                  | In casa                                                                | Risultato                                                              | Ospiti                                                                 | Competizione                                                           | Reti                                                                   | Note                                                                   |
| ---------------------------------------------------------------------- | ---------------------------------------------------------------------- | ---------------------------------------------------------------------- | ---------------------------------------------------------------------- | ---------------------------------------------------------------------- | ---------------------------------------------------------------------- | ---------------------------------------------------------------------- | ---------------------------------------------------------------------- |
| 08/02/1978                                                             | Napoli                                                                 | Italia                                                                 | 2 – 2                                                                  | Francia                                                                | Amichevole                                                             | -                                                                      |                                                                        |
| 11/05/1978                                                             | Tolosa                                                                 | Francia                                                                | 2 – 1                                                                  | Iran                                                                   | Amichevole                                                             | 1                                                                      |                                                                        |
| 01/09/1978                                                             | Parigi                                                                 | Francia                                                                | 2 – 2                                                                  | Svezia                                                                 | Qual. Euro 1980                                                        | -                                                                      |                                                                        |
| 07/10/1978                                                             | Lussemburgo                                                            | Lussemburgo                                                            | 1 – 3                                                                  | Francia                                                                | Qual. Euro 1980                                                        | 1                                                                      |                                                                        |
| 08/11/1978                                                             | Parigi                                                                 | Francia                                                                | 1 – 0                                                                  | Spagna                                                                 | Amichevole                                                             | -                                                                      |                                                                        |
| Totale                                                                 |                                                                        | Presenze                                                               | 5                                                                      |                                                                        | Reti                                                                   | 2                                                                      |                                                                        |

## Palmarès
- Campionato francese: 1

Strasburgo: 1978-1979
- Campionato francese di seconda divisione: 1

Strasburgo: 1976-1977
- Coppa delle Alpi: 1

Bordeaux: 1980